# Paroisse de Saint-Jacques (Louisiane)
Pour les articles homonymes, voir Saint-Jacques.
La paroisse de Saint-Jacques (anglais : Saint James Parish) est située dans l'État américain de la Louisiane. Son siège est à Convent. Selon le recensement de 2020, sa population est de 20 192 habitants. Elle est une des 22 paroisses de la région officielle de l'Acadiane.

## Géographie
La paroisse a une superficie de 637 km2 de terre émergée et 30 km2 d’eau. Elle est enclavée entre la paroisse de l'Ascension au nord, la paroisse de Saint-Jean-Baptiste à l'est, la paroisse de La Fourche au sud, et la paroisse de l'Assomption à l'ouest.   
Saint James Parish est située dans la « Cancer Alley », une région de 137 km de long concentrant des raffineries de pétrole et des usines pétrochimiques. Cette zone, habitée majoritairement par des Noirs, présente le taux de cancer le plus élevé des États-Unis, ainsi que des maladies auto-immunes, asthme et autres problèmes respiratoires.   

### Municipalités
- Convent
- Gramercy
- Lutcher
- North Vacherie
- South Vacherie

## Sites remarquables
- Plantation Laura
- Plantation d'Oak Alley

## Démographie
| Groupe                           | Paroisse de Saint-Jacques | Louisiane | États-Unis |
| -------------------------------- | ------------------------- | --------- | ---------- |
| Afro-Américains                  | 50,6                      | 32,0      | 12,6       |
| Blancs                           | 48,0                      | 62,6      | 72,4       |
| Métis                            | 0,7                       | 1,6       | 2,9        |
| Autres                           | 0,4                       | 1,6       | 6,4        |
| Amérindiens                      | 0,2                       | 0,7       | 0,9        |
| Asiatiques                       | 0,1                       | 1,6       | 4,8        |
| Total                            | 100                       | 100       | 100        |
|                                  |                           |           |            |
| Hispaniques et Latino-Américains | 1,2                       | 37,6      | 16,7       |

Selon l'American Community Survey, en 2010, 95,99 % de la population âgée de plus de 5 ans déclare parler l'anglais à la maison, 2,48 % le français, 0,92 % l'espagnol, 0,61 % une autre langue.